# Macroteleia arcticosa
Macroteleia arcticosa är en stekelart som beskrevs av Galloway 1978. Macroteleia arcticosa ingår i släktet Macroteleia och familjen Scelionidae. Inga underarter finns listade i Catalogue of Life.